# Эрдем, Сунай
Сунай Эрдем (род. 17 марта 1971) — турецкий ландшафтный архитектор-самоучка, один из ведущих ландшафтных архитекторов своего поколения. Вместе со своим братом Гюнай Эрдем основал в 1998 году студию Erdem Architects.
Сунай Эрдем разработал множество городских дизайн-проектов в более чем 40 различных странах. Свои проекты он чертит от руки с 1992 года, всего разработал около 700 проектов. Эрдем, в отличие от других архитекторов, не использует компьютерную графику.
Его цвета эскиз выиграл первый приз в 2013 Sketch Showdown конкурса, смешанная техника, которая была организована Центром Филадельфии Aрхитектуры. Он выиграл турецкой национальной архитектурной премии в категории: Презентация идеи (2010). Сунай Эрдем также выиграл Tурецкой национальной ландшафтной Архитектуры Награды в 2009, 2010 и 2013, которые были даны палатой ландшафтных Архитекторов в Турции. Один из наиболее важных работ является предложение для Американского Президентской библиотеки.

## Награды в международных соревнованиях

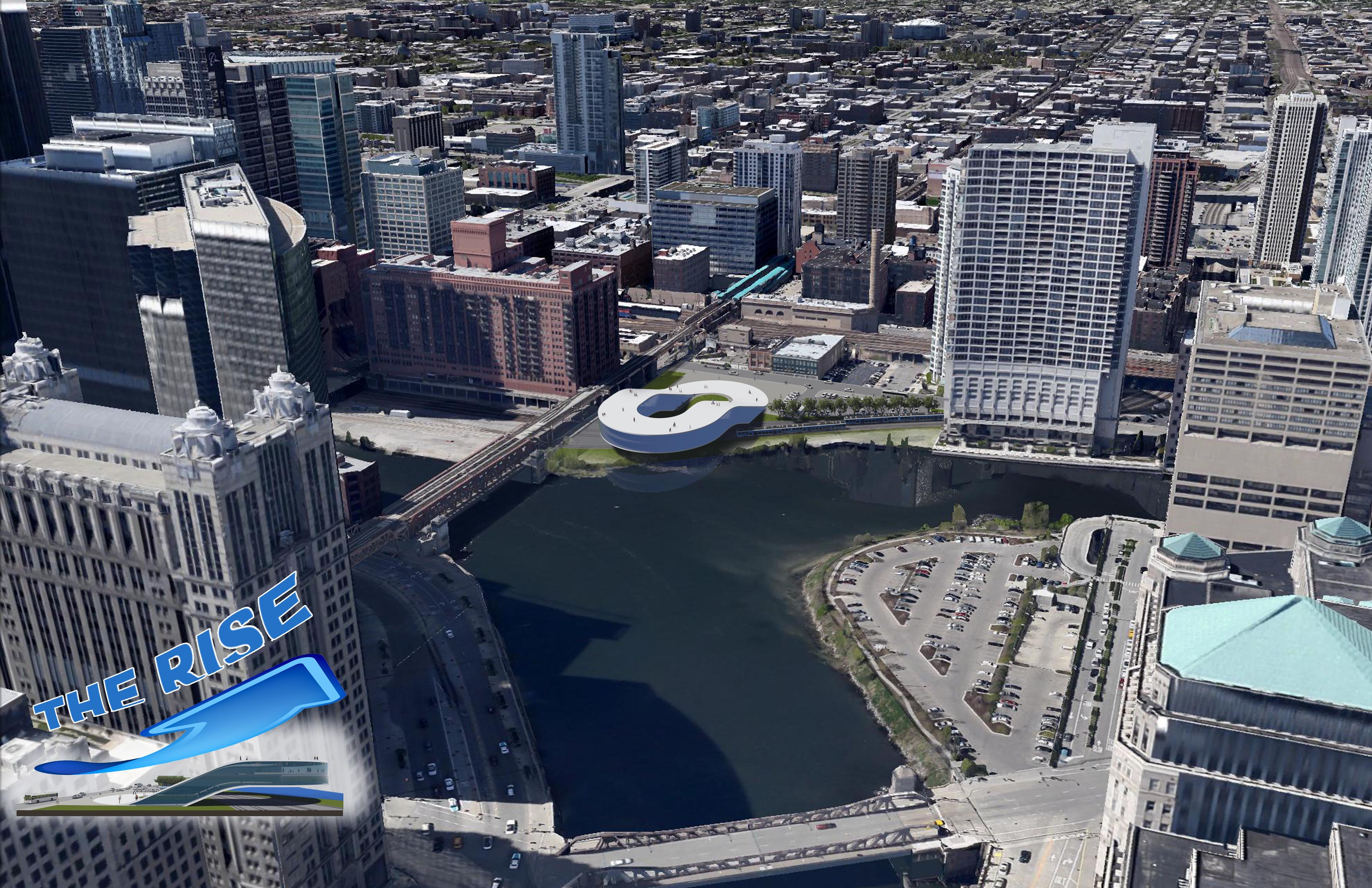
Предложение от турецких архитекторов для американского Президентской библиотеки (Чикаго, САЩ

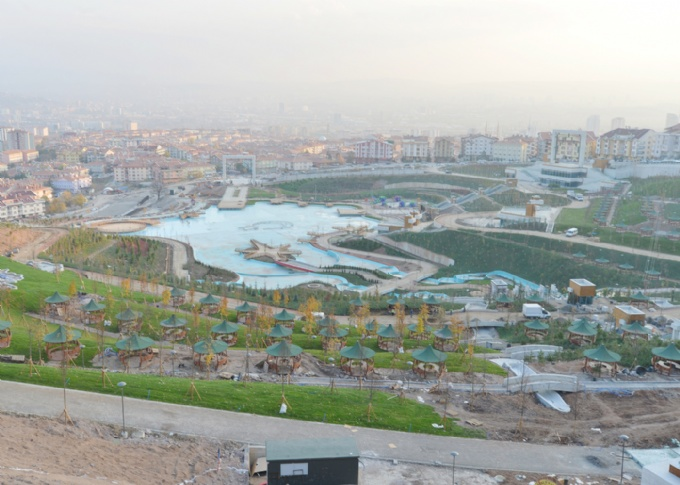
Esertepe Парк, Анкара, Турция

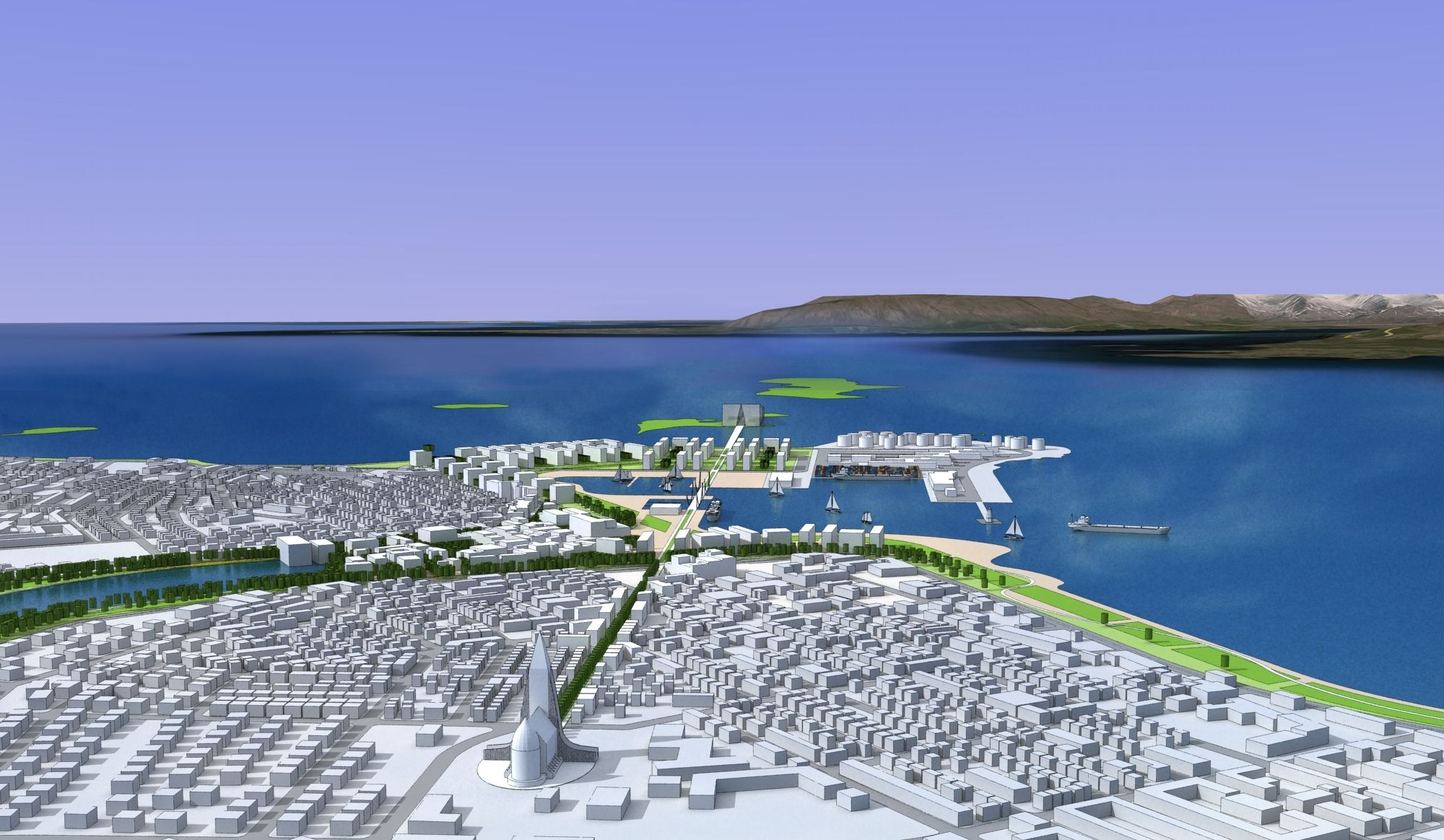
Харбор вместе с Örfirisey в Рейкьявике, Исландия

- Специя Арсенал 2062 Открытый конкурс, Италия, победитель, 2014[4].
- Региональный центр образования качества и совершенства конкуренции, Эль-Джубайль, Саудовская Аравия, 3-е место, 2014 Архивная копия от 29 ноября 2014 на Wayback Machine
- 3C: Комплексная прибрежных сообществ конкурс идей, Нью-Йорк, США, Джокер Победитель, 2013
- ENVISION 2040 Зеленый Работы Орландо конкурс дизайна, Орландо, США, победитель, 2013
- ifac2013 Международный фестиваль искусств и строительства, навес конкурса, Испании, 1-й приз, 2013 Архивная копия от 3 марта 2016 на Wayback Machine
- Активируйте! Конкурс дизайна переопределить публичного пространства в Чикаго, США Поощрительная премия, 2013
- Эскиз вскрытии конкуренции, Mixed Media, Филадельфия, США, победитель, 2013 Архивная копия от 19 апреля 2020 на Wayback Machine
- Искусство на площади, Миннеаполис, США, 1-е место, 2013
- Главная человечества конкурса, Сан-Франциско, США, победитель, 2012 Архивная копия от 3 марта 2016 на Wayback Machine
- LifeEdited Квартира # 2Challenge конкурс, Нью-Йорк, США, победитель, 2012
- Recconect Ривертон пешеходный мост, Канада, Победитель, 2011
- Ванкувер Эстакады и восточной ядро, повторно: CONNECT открытой конкурс идей, Ванкувер, Канада, Победитель, 2011 Архивная копия от 28 августа 2013 на Wayback Machine
- Старый порт вместе с Örfirisey в Рейкьявике Международного конкурса, Рейкьявик, Исландия, Победитель, 2009

## Проекты
- Предложение от турецких архитекторов для американского Президентской библиотеки (Чикаго, США, 2015)
- Esertepe Парк (Анкара, Турция, 2015)
- Специя Арсенал 2062 (Италия, 2014)
- Харбор вместе с Örfirisey в Рейкьявике (Рейкьявик, Исландия, 2010)